# Хигази, Абдель Азиз Мухаммед
Абдель Азиз Мухаммед Хигази (араб. عبد العزيز محمد حجازي‎; 3 января 1923 — 22 декабря 2014) — египетский экономист и государственный деятель, премьер-министр Египта (1974—1975).

## Биография
В 1944 году окончил Каирский университет в присвоением степени бакалавра коммерции, магистр торговли (1945), защитил кандидатскую диссертацию по специальности «коммерция» в Университете Бирмингема в Великобритании (1951).
Активно занимался научно-преподавательской деятельностью:
- В 1951—1952 годах — ассистент,
- В 1952—1957 годах — преподаватель факультета коммерции Каирского университета,
- В 1957—1962 годах — доцент,
- В 1962—1966 годах — профессор факультета торговли Каирского университета,
- В 1966—1968 годах — декан факультета коммерции Университета Айн-Шамс.

Впоследствии занимал ряд ответственных должностей в правительстве страны:
- В 1968—1972 годах — министр бюджета,
- В 1973—1974 годах — министр финансов и внешней торговли,
- В 1974 году — заместитель премьер-министра, министр финансов, экономики и внешней торговли,
- В 1974—1975 годах — премьер-министр Египта.

В 2011 году являлся председателем комиссии по Национальному диалогу.
Избирался членом многим научных и предпринимательстких советов и ассоциаций.